# Мостище (Сумская область)
Мостище (укр. Мостище) — село,
Гружчанский сельский совет,
Кролевецкий район,
Сумская область,
Украина.
Код КОАТУУ — 5922682602. Население по переписи 2001 года составляло 23 человека .

## Географическое положение
Село Мостище находится на правом берегу реки Реть,
выше по течению на расстоянии в 1,5 км расположено село Грузское,
ниже по течению на расстоянии в 1,5 км расположено село Артюхово,
на противоположном берегу — город Кролевец.
Село окружено лесным массивом (дуб).
Рядом проходят автомобильная дорога Т-1907 и
железная дорога, станция Реть в 1,5 км.